# 多帶副緋鯉
多帶副緋鯉（学名：Parupeneus multifasciatus），又稱多帶海鯡鯉，俗名老爺、秋姑、鬚哥，為輻鰭魚綱鱸形目鬚鯛科的其中一個種。其种加词“multifasciatus”意为“多带的”。

## 分布
本魚分布於印度太平洋區，包括斯里蘭卡、聖誕島、馬來西亞、安達曼海、泰國、菲律賓、印尼、中國南海、東海、日本、台灣、越南、新幾內亞、所羅門群島、澳洲、馬里亞納群島、馬紹爾群島、密克羅尼西亞、帛琉、諾魯、斐濟群島、東加、吉里巴斯、吐瓦魯、萬納杜、法屬波里尼西亞、墨西哥、加拉巴哥群島、厄瓜多等海域。

## 深度
水深3至140公尺。

## 特徵
本魚體色為黃色，背部顏色較深，腹部則為淺白色，體側具有5條窄的黑色橫帶，橫帶未達胸鰭下方；其中第一至第三條通常模糊不清。另在頭部有一條黑色縱帶，自吻部經眼而止於鰓蓋後上角。尾鰭分叉，背鰭兩個。背鰭硬棘共8枚、軟條共9枚；臀鰭硬棘1枚、軟條7枚。體長可達30公分。

## 生態
本魚棲息在據沙泥底質的岩礁區，屬肉食性，以甲殼類、軟體動物及魚類為食。

## 經濟利用
食用魚，適合煎食、煮薑絲清湯或紅燒，小個體可做為觀賞魚。